# Christina Speer
Christina Speer (* 29. Juni 1987 in Santa Maria) ist eine US-amerikanische Volleyballspielerin.

## Karriere
Speer begann ihre Karriere 2005 am Principia College in St. Louis, wo sie außerdem im Basketball und in der Leichtathletik aktiv war. 2009 wurde sie bei einem Turnier in Maribor von einem Scout des Bundesligisten Alemannia Aachen entdeckt und wechselte nach Deutschland. Von 2011 bis 2016 spielte die Mittelblockerin beim Ligakonkurrenten VfB 91 Suhl.